# Microregione di Brasiléia
Brasiléia è una microregione dello Stato dell'Acre in Brasile, appartenente alla mesoregione di Vale do Acre.

## Comuni
Comprende 4 comuni:
- Assis Brasil
- Brasiléia
- Epitaciolândia
- Xapuri